# Grupo Desportivo Águias de Camarate
O Grupo Desportivo Águias de Camarate é um clube português sediado em Camarate, no Município de Loures, Distrito de Lisboa. O clube foi fundado em 1950 e o seu presidente atual chama-se Frederico Dias.

## História
Nos finais dos anos 40 um grupo de jovens da nossa freguesia, que trabalhavam em várias fábricas de Sacavém, resolveram fazer um clube para entrar em torneios que se realizavam na altura, tendo adquirido os equipamentos ao então Águias de Sacavém, daí o nome e fundação do Grupo Desportivo Águias de Camarate que veio a acontecer no dia 1 de Agosto de 1950, tendo como sede provisória uma dependência da conhecida "Taberna Vardasca", posta à disposição pelo proprietário na altura.
Como é normal a fundação de um clube arrasta outras pessoas e outras ideias, tendo sido decidido então alugar-se um antigo lagar no Beco dos Barbantes que funcionou vários anos como a primeira sede social do Águias de Camarate, filiou-se o clube na AFL e fez-se o campo de futebol, obra que na altura foi considerada heroica, devido primeiro às incidências do terreno, e seguinte aos meios disponíveis na altura (começo dos anos 50), mas a carolice no Águias de Camarate nunca foi uma palavra vã e as dificuldades eram sempre superadas, desde então o Águias de Camarate começou a ser um clube muito conhecido e respeitado a nível distrital tendo conquistado alguns títulos distritais. Entretanto o Águias de Camarate não se resumia só ao desporto do qual tinha também uma equipa de Atletismo que ganhava tudo a nível de corridas populares, mas também a parte cultural tinha um cantinho, que hoje ainda se recorda com muita saudade e carinho, tratava-se de um grupo cénico que fez várias atuações, com o intuito de angariar fundos para melhoramentos no clube e das famosas marchas populares do Águias de Camarate tendo inclusive uma delas obtido um 2º lugar num concurso no Coliseu dos Recreios que participaram todas as marchas da grande Lisboa. Mas o Águias de Camarate não parou e nos finais dos anos 50, dá o salto da sede do Beco dos Barbantes, para as atuais instalações, e aqui sim tem sido um debaldar de esforços desde então até aos nossos dias.

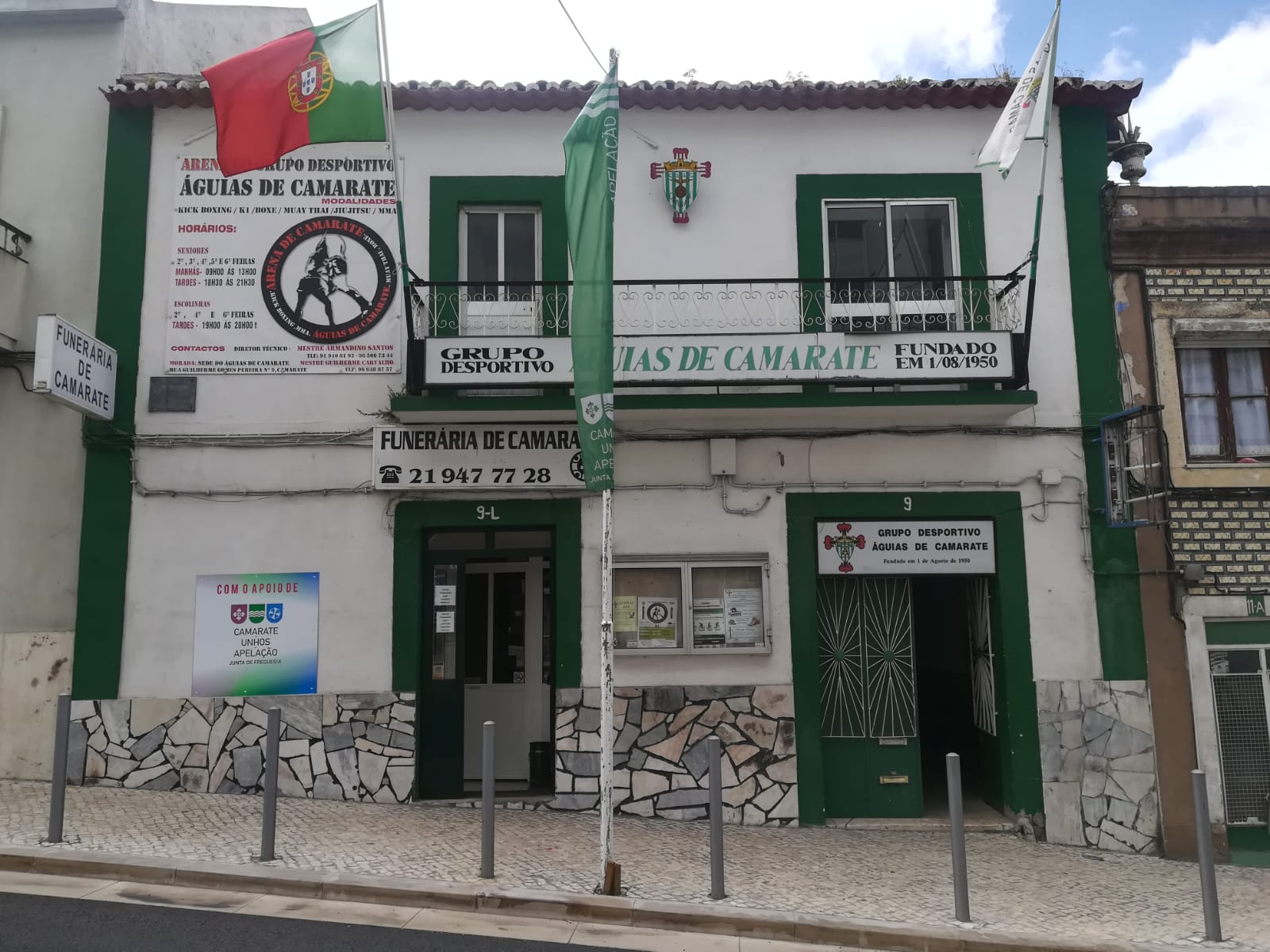
Sede/Kickboxing - Rua Guilherme Gomes Fernandes Nº9, Camarate

Resumindo o Águias de Camarate alugou um quintal e um prédio degradado e a carolice e o esforço de muitos sócios, amigos e direção ao longo destes anos erigiram uma das melhores sedes sociais do concelho de Loures, onde pontificam salas de trabalho, reuniões e lazer, um ginásio e um bar-restaurante, o nosso pavilhão chegou a movimentar cerca de 100 atletas diariamente nas modalidades de ginástica e Karaté, hoje em dia só com a nova modalidade do clube Kickboxing. Na nossa sede existe uma obra que é muito elogiada por todos que a visitam e que demonstra a raça e a vontade dos obreiros deste clube, trata-se de um túnel escavado manualmente e que dá acesso ao nosso bar que tem um comprimento de 15 metros por 2 m de altura e 1,25 m de largura.
Bem, mas a partir da época de 92 foi eleita uma direção cheia de juventude e experiência e as obras do alindamento do nosso parque de jogos e sede não pararam assim como também a compra de um autocarro no dia 27 de Julho de 1993 foi realizada a escritura da compra da sede meta que se propôs a direção na altura, praticamente a mesma direção foi reeleita.
Tudo que foi atrás resumido têm um apoio da CML, Junta de freguesia, comércio e indústria local, assim como todos os sócios e simpatizantes do Grupo Desportivo Águias de Camarate.

## História Desportiva

### Conquistas

#### Seniores
Época:1959/60 - Finalista na taça de Lisboa
Época:1977/78 - Campeão distrital 3º divisão
Época:1978/79 - Campeão distrital 2º divisão
Época:1979/80 - Vice-Campeão distrital 1º divisão
Época:1980/81 - Disputa da 3º divisão Nacional
(7 de novembro de 1982) - Histórico jogo para a taça de Portugal disputado contra o Sporting Clube de Braga
Época:1995/96 - Campeão distrital 1º divisão
Épocas:1996/97; 1997/98; 1998/99; 1999/2000 - Disputa da 3º divisão nacional
Época:2000/01 - Disputa 2º divisão (B) nacional
Época:2001/02 - Disputa da 3º divisão nacional

#### Juniores
Época:1984/85 - Campeão 2º divisão distrital
Época:2003/04 - Subida a divisão de honra
Época:2006/07 - Campeão 2º divisão distrital

#### Juvenis
Época:1987/88 - Campeão 2º divisão distrital
Época:1989/90 - Disputa do campeonato nacional
Época:2001/02 - Subida há divisão de honra

#### Iniciados
Época:1988/89 - Vencedor do torneio extraordinário da 2º divisão
Época:2007/08 - Campeão nacional
Época:2017/18 - Vencem a Europa League da Champions in Loures

#### Formação
O início do Grupo Desportivo Águias de Camarate em escolas dá-se em 1999/00. Ainda mal tinha dado os primeiros paços e conseguem uma brilhante participação no IV Torneio Ibérico de escolas, conseguindo ser a melhor equipa classificada do concelho de Loures.
Em 2006 inicia-se o projeto das escolas do Grupo Desportivo Águias de Camarate, sonhar com a bola, que atualmente conta com mais de 190 crianças.
Desde 2012 o projeto de formação tem o nome de AC Foot e conta com equipas de Iniciados, Infantis A1, A2 e B, Benjamins A e B, Traquinas e Petizes.

## História na Taça de Portugal
1980/81 - 1ª Participação (1V-1D)
O Águias de Camarate teve a sua primeira aparição na Taça de Portugal a 28 de setembro de 1980 num jogo frente ao Seixal FC, vitória do Camarate por 3-1. Fomos eliminados a 26 de outubro frente ao Comércio e Indústria com uma derrota por 2-1.
1982/83 - 2ª Participação (1V-1D)
Na nossa segunda aparição na chamada "Prova Rainha" do futebol português calhou-nos ir a Vila Franca de Xira defrontar o Vilafranquense, vencemos a partida por 1-0 e passamos aos 1/64 avos-de-final onde nos calhou em sorte o SC Braga no nosso campo. Jogo até hoje recordado por muitos, pela entrega dos nossos jogadores (que se bateram de igual contra um já renomeado Braga) e pelo mau tempo que se fazia sentir. Perdemos o encontro por 2-1 (golo de Manel).
1986/87 - 3ª Participação (1D)
Terceira aparição, sem grande história, fomos eliminados logo no primeiro jogo a 11 de outubro de 1986 pelo Monte da Caparica AC por 3-1.
1990/91 - 4ª Participação (1V-2E-1D) Iniciamos a Taça de Portugal contra o CDR Massamá nos 1/512 avos-de-final. Empatámos no primeiro jogo em Camarate a 1 golo, no jogo de desempate em Massamá vencemos por 5-3. Na eliminatória seguinte fomos ao campo da Quimigal arrancar novo empate a um golo, no jogo de desempate em Camarate perdemos por 2-1 e fomos assim eliminados.
1997/98 - 5ª Participação (1V-1D)
A 7 de setembro de 1997, na 1ª Eliminatória, recebemos o Louletano do Algarve e vencemos os algarvios por 2-1. Na 2ª eliminatória foi a nossa vez de ir ao Algarve para defrontar o Imortal de Albufeira (II Divisão) mas sofremos a nossa maior derrota nesta prova, 7-0.
1998/99 - 6ª Participação (1D)
No ano seguinte estava de volta, e pela primeira vez ia à Taça de Portugal dois anos consecutivos. Em sorte saiu o U. Tires onde perdeu o jogo por 3-2.
1999/00 - 7ª Participação (1D)
Terceira época consecutiva na Taça, como estávamos na 2ª divisão não disputamos a 1ª eliminatória da Taça e passámos diretamente para a 2ª. Fomos a Coimbra defrontar o União local, perdemos por 2-1.
2000/01 - 8ª Participação (3V-1D)
Na 1ª eliminatória fomos a Sintra defrontar a sempre complicada equipa do Sintrense. Vencemos o jogo por 3-2. Na 2ª Eliminatória recebemos o Pinhalnovense, 3-1 para nós e carimbo para a próxima eliminatória. A 1 de novembro o SC Lamego vem a Camarate para disputar a 3ª eliminatória da taça, vencemos por claros 3-0.
Nunca o Águias de Camarate tinha tido uma série de vitórias como esta na Taça de Portugal! A 4ª eliminatória foi também a última para nós. Calhou-nos uma viagem à Póvoa de Varzim para defrontar a forte equipa do Varzim que essa época subiu à 1ª Divisão. Num relvado enlameado em pleno inverno o jogo pendeu naturalmente para os poveiros apesar da excelente réplica da nossa equipa, essencialmente na primeira parte do encontro (1-0 ao intervalo). Na segunda parte o Varzim assumiu o encontro e venceu a partida por 4-0 e deu por terminada a melhor prestação de sempre do GD Águias de Camarate na Taça de Portugal.
2001/02 - 9ª Participação (1V-1D)
1ª Eliminatória, recebemos e vencemos o Coruchense por 4-3. Na 2ª Eliminatória defrontámos o União da Madeira (nessa época subiu em 1º para a Div.Honra), na Madeira, e fomos eliminados da taça após uma derrota por 4-0.
2002/03 - 10ª Participação (1V-1D)
1ª Eliminatória, Camarate 2-0 Santacruzense da Madeira. Na 2ª Eliminatória recebemos o mítico Barreirense e perdemos por 3-0 e, após seis época consecutivas a marcar presença nesta prova, foi este o último jogo do Grupo Desportivo Águias de Camarate na Taça de Portugal até aos dias de hoje.

## Participações
| Época   | Liga                               | Classificação |
| ------- | ---------------------------------- | ------------- |
| 1997/98 | III Divisão Série E                | 7º            |
| 1998/99 | III Divisão Nacional Série E       | 2º            |
| 1999/00 | II Divisão B Zona Centro           | 17º           |
| 2005/06 | AF Lisboa 1ª Divisão Honra         | 16º           |
| 2007/08 | AF Lisboa 2ªDivisão Série 3        | 7º            |
| 2008/09 | AF Lisboa 2ªDivisão Série 2        | 3º            |
| 2009/10 | AF Lisboa 1ª Divisão Série 2       | 10º           |
| 2016/17 | AF Lisboa 2ª Divisão               | 4º            |
| 2017/18 | AF Lisboa 1ª Divisão Série 2       | 4º            |
| 2018/19 | AF Lisboa Divisão de Honra Série 2 | A Decorrer    |

## Estádio

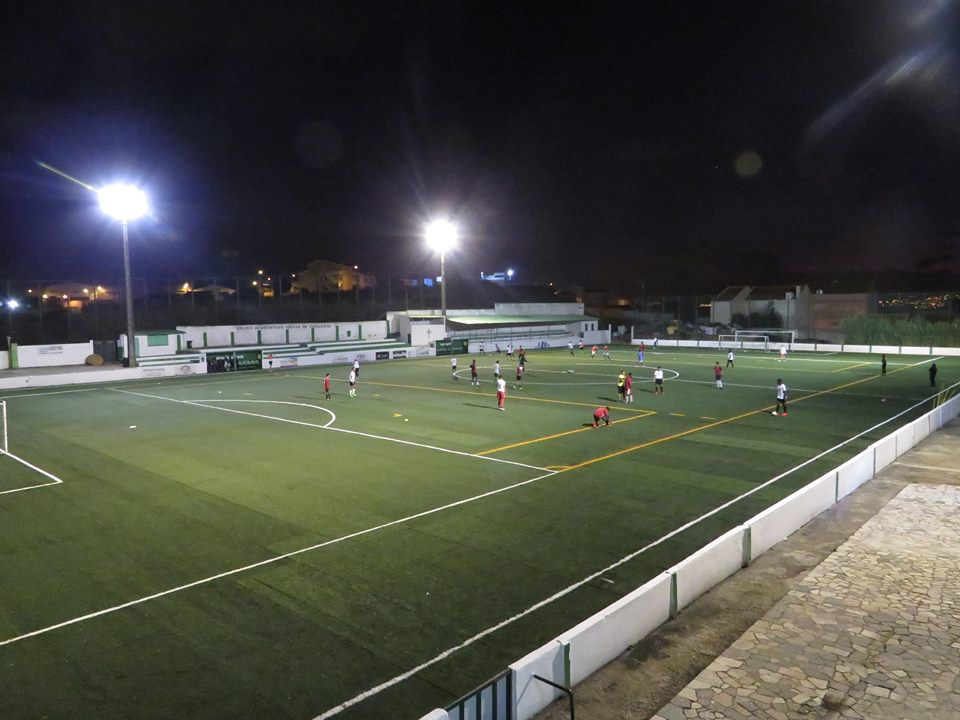
Campo de Jogos da Quinta dos Barros, no Bairro do Grilo (À Noite)

Campo de Jogos da Quinta dos Barros, no Bairro do Grilo, com uma capacidade de 1 500 espectadores.
Dimensão do relvado, 91 metros de comprimento por 53 metros de largura.

## Futebol

### Material desportivo e patrocinadores
| Período       | Fabricante | Patrocinador |
| ------------- | ---------- | ------------ |
| 2016–2017     | Aronick    | Orlecorte    |
| 2017–2018     | Aronick    | Orlecorte    |
| 2018–Presente | Acerbis    | Orlecorte    |

### Equipamento
- 1º - Camisola verde e branca, calção e meias verdes;
- 2º - Camisola preta, calção e meias pretas.[5]

| Primeiro uniforme | Segundo uniforme |

#### Uniformes dos guarda-redes
- Camisa amarela, calção e meias pretas;
- Camisa cor-de-rosa, calção e meias pretas.[6]

| Cores do Time · Cores do Time · Cores do Time · Cores do Time · Cores do Time | Cores do Time · Cores do Time · Cores do Time · Cores do Time · Cores do Time |

### Equipamentos
- 2017-18
- 1º - Camisola verde e branca, calção e meias verdes;
- 2º - Camisola preta, calção e meias pretas.[7]

| Primeiro uniforme | Segundo uniforme |

### Plantel
Última atualização: 26 de Novembro de 2018.

## Kickboxing

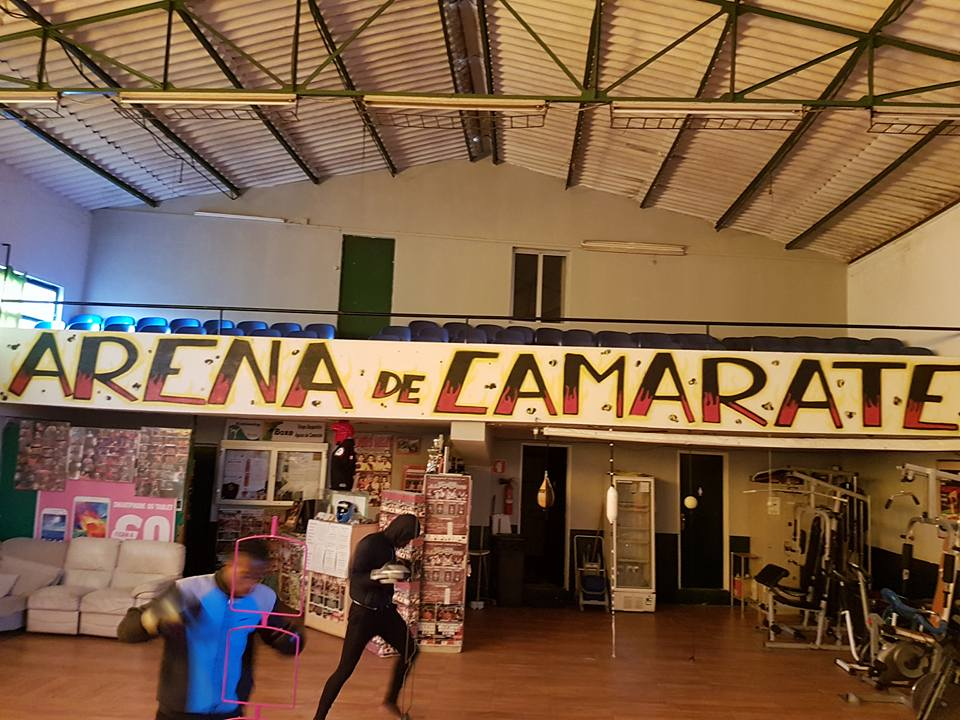
Arena de Camarate, em Camarate

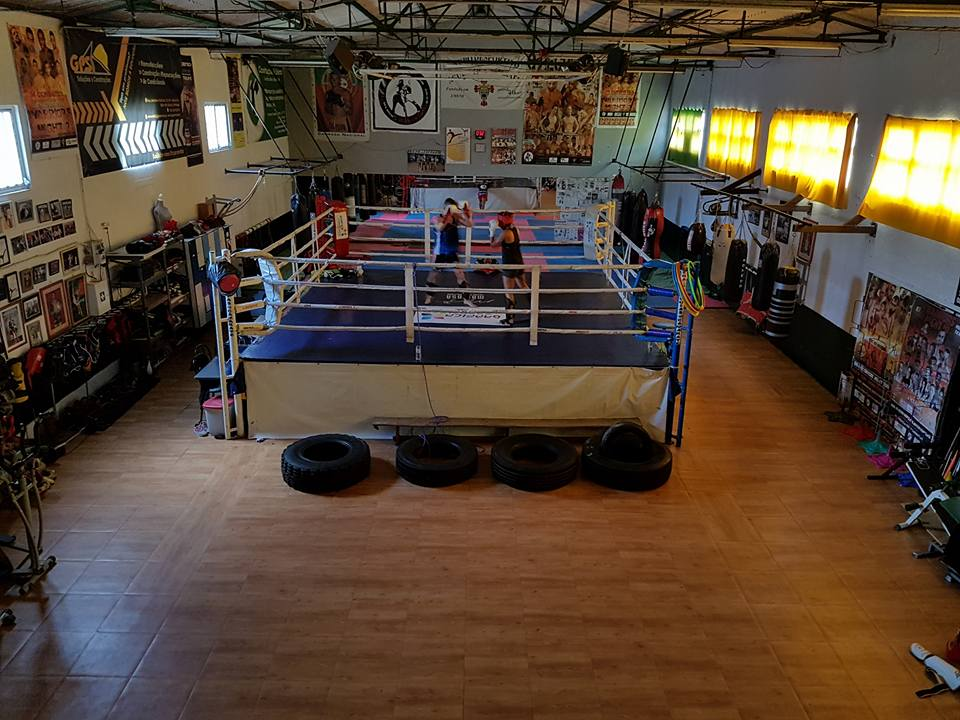
Ringue de treino da Arena

Arena de Camarate  começou em 2007 pelo mestre Armandino Santos 4º Dan (artes marciais) e o seu adjunto Guilherme Carvalho 1º Dan (artes marciais), aluno do mestre Armandino Santos. Deram então início à atividade do Kickboxing e Muay Thai no pavilhão da sede do Águias de Camarate, e no ano seguinte também com o Boxe.
| “ | Questionei-me a mim mesmo se deveria começar as aulas naquelas condições, pois tinha em mente um projecto em que queria continuar o que tinha ficado para trás depois de terem deitado o pavilhão da Musgueira sul, local onde eu dava aulas anteriormente com sucesso de vários anos a formar vários campeões individuais e por equipas. E como não sou de desistir abracei este projecto das aulas de Kick boxing, muay thai e boxe, com unhas e dentes em que disse para mim mesmo que iria tornar o Águias de Camarate - Arena de Camarate numa das melhores e mais respeitadas escolas da modalidade do pais. E assim, fui criando nestes anos condições cada vez melhores no pavilhão com ajuda das direcções do Águias de Camarate, que têm estado ao longo destes 8 anos, para que haja cada vez mais atletas a praticar as modalidades desportos de combate. Ao logo destes anos formámos vários atletas para a vida assim como para o desporto em si. Vários Campeões nacionais, regionais, ibéricos e europeus. Atletas a representar a selecção de Portugal com participação de campeonatos ibéricos europeus e mundiais. Actualmente temos várias referências de atletas profissionais de top a nível nacional e mundial formados no Águias de Camarate: Francisco Matos actualmente radicado na Suíça foi campeão nacional de boxe Kick boxing e K1 Ricardo Cabral campeão europeu de Muay Thai e ibérico Campeão nacional de Muay thai Kick Boxing e K1 Luís Dionísio campeão WAC Filipe Oliveira Campeão nacional Full Contact Atletas campeões amadores de Muay thai Kick boxing e K1: Diogo Silva / Élson Joaquim / Nuno Silva / Cláudia Malik / Marisa Marques Light Kick Cadetes- iniciados-juvenis: Afonso Esteves /Daniel Romão /Leandro Paulo Light Kick Seniores Manuel Paulo / Carlos Quedas / Nuno Fonseca / Filipa Quedas Somos actuais campeões regionais por equipas K1. Actualmente somos uma referência como promotores e escola do Kick Boxing e Muai Thai nacional e com uma das melhores áreas em termo de espaço e condições para a pratica dos desportos de combate. | ” |

(Texto da autoria de Mestre Armandino Santos, Setembro 2015) «KickBoxing». Consultado em 27 de Junho de 2018

### Títulos
Campeões Mundiais, Europeus, Ibéricos e Nacionais, alguns ainda no ativo outros já retirados e outros que já não representam a Arena Camarate. Grandes nomes do Kickboxing e Muaythai português da grande escola Arena de Camarate!
Élson Patrick, Filipe Oliveira, Luís Dionísio, Ricardo Cabral, Tiago Borges, Diogo Silva, Francisco Matos, Marco Romão e Alex Martins.

### Reconhecimento
Clube Empreendedor - O Grupo Desportivo Águias de Camarate foi agraciado com o prémio de Clube Empreendedor 2017, pela Federação Portuguesa de Kickboxing e Muaythai, referente ao trabalho desenvolvido pelo clube em prol das modalidades de Kickboxing e Muaythai. Este prémio foi entregue pela presidente da Federação Ana Melo ao treinador desta distinta coletividade, Armandino Santos, durante a Gala dos 30 anos da Federação Portuguesa de Kickboxing e Muaythai, realizada no passado dia 20 de fevereiro de 2018, na Fundação Champalimaud, na qual a Câmara Municipal de Loures esteve representada. A CML, reunida em 28 de fevereiro de 2018, reforça esta distinção pelo trabalho efetuado em prol da comunidade de Camarate quer no plano desportivo, social e associativo.

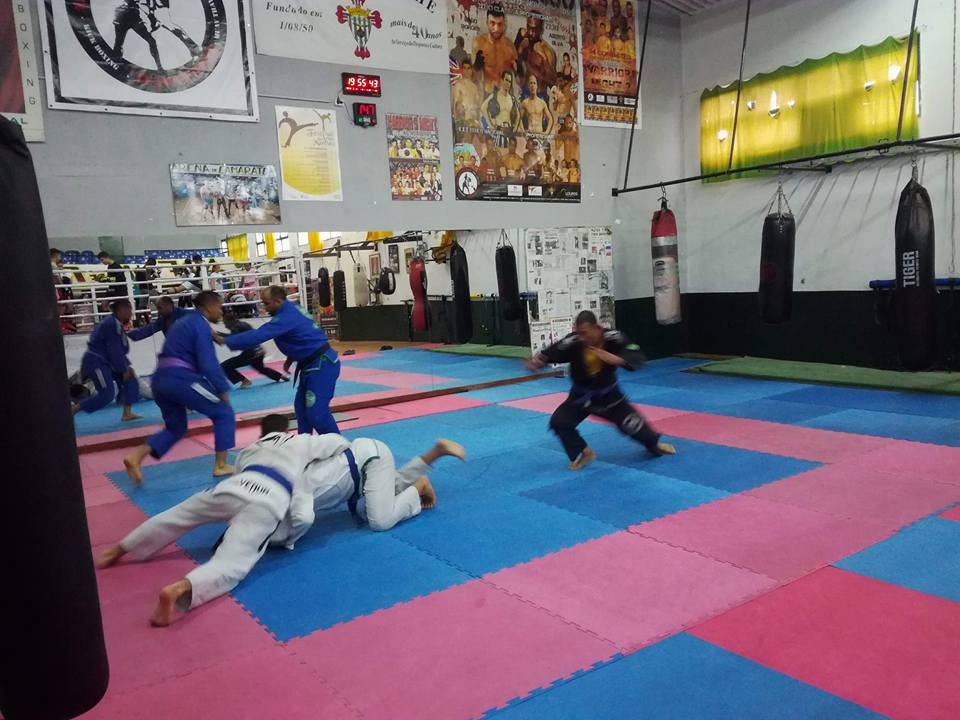
Zona de Treino

## Jiu-jítsu brasileiro
Desde o início de Junho de 2018, a Arena de Camarate passou a disponibilizar aos praticantes de desportos de combate mais uma modalidade.

## Ciclismo
O desporto em Camarate tem mais uma modalidade. Em 2018 o Grupo Desportivo Águias de Camarate e a equipa Trilhos do Oriente BTT Team assinaram um protocolo que promove o desporto local e adiciona mais uma modalidade a um dos clubes mais reputados do Concelho de Loures.